# Sydney-Auckland Tall Ships Regatta 2013
La Sydney-Auckland Tall Ships Regatta 2013 est la première course de grands voiliers qui s'est déroulé en Mer de Tasman du 10 au 25 octobre 2013 sous l'égide de la Sail Training International et de l'Australian Sail Training International.

## Déroulement
Le départ est donné de Sydney (Australie) pour arriver à Auckland (Nouvelle-Zélande).
Cette régate clôture une série de fêtes maritimes dans les eaux australiennes à l'occasion du 100e anniversaire de la Royal Australian Navy au port de Sydney. Une revue navale internationale, avec de nombreux navires militaires, a eu lieu le 5 octobre, avant le départ de la course des grands voiliers.
La flotte des grands voiliers réunie à cette occasion visitera, de juillet à octobre, les ports de :
- Fremantle (27 au 29 juillet),
- Adélaïde (30 août au 1er septembre),
- Melbourne (6 au 15 septembre),
- Hobart (20 au 25 septembre),
- Sydney (3 au 10 octobre),
- Auckland (25 au 28 octobre).

Comme dans tous les ports recevant les Tall Ships' Races des fêtes seront organisées sur les quais et accompagnées de visites des bateaux.

## Bateaux présents
- Coral Trekker (1939)[3], brick-goélette Australie
- Dewaruci (1953), trois-mâts goélette  Indonésie
- Duyfken (réplique : 1999), trois-mâts barque ( Australie
- Endeavour (réplique : 1994), trois-mâts carré  Australie
- Enterprize (1997), deux-mâts goélette  Australie
- Europa (1911), trois-mâts barque  Pays-Bas
- Gloria (1967), trois-mâts barque  Colombie  •[4]
- James Craig (1874), trois-mâts barque  Australie
- Lady Nelson (réplique : 1988)[5] Australie
- Lord Nelson (1985), trois-mâts barque   Royaume-Uni
- One and All (1987), brick  Australie  •[4]
- Oosterschelde (1918), goélette à trois mâts  Pays-Bas

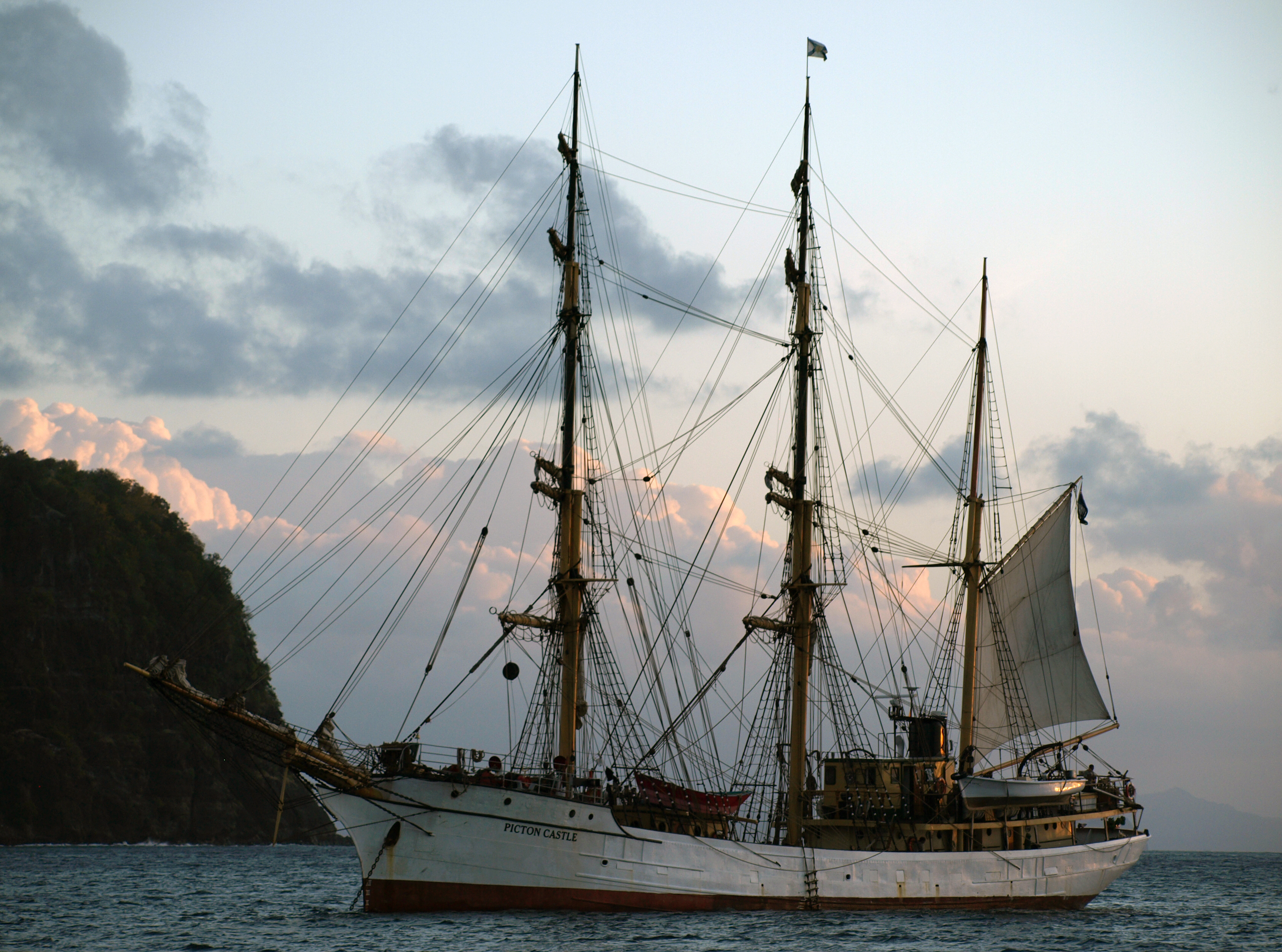
Le Picton Castle

- Picton Castle (1928)[6], trois-mâts barque  Canada
- Rainbow Gypsy (réplique : 1999)[7], ketch  Australie
- Søren Larsen (1949), brick-goélette  Royaume-Uni
- South Passage (1993)[8], goélette  Australie
- Southern Swan (1922)[9], trois-mâts barque  Australie
- Spirit of New Zealand (1986), trois-mâts barque  Nouvelle-Zélande
- Tecla (1915), ketch  Pays-Bas
- Tribal Warrior  Australie
- Windeward Bound (1996), deux-mâts goélette  Australie
- Young Endeavour (1987), brick-goélette  Australie